# カトリック高槻教会

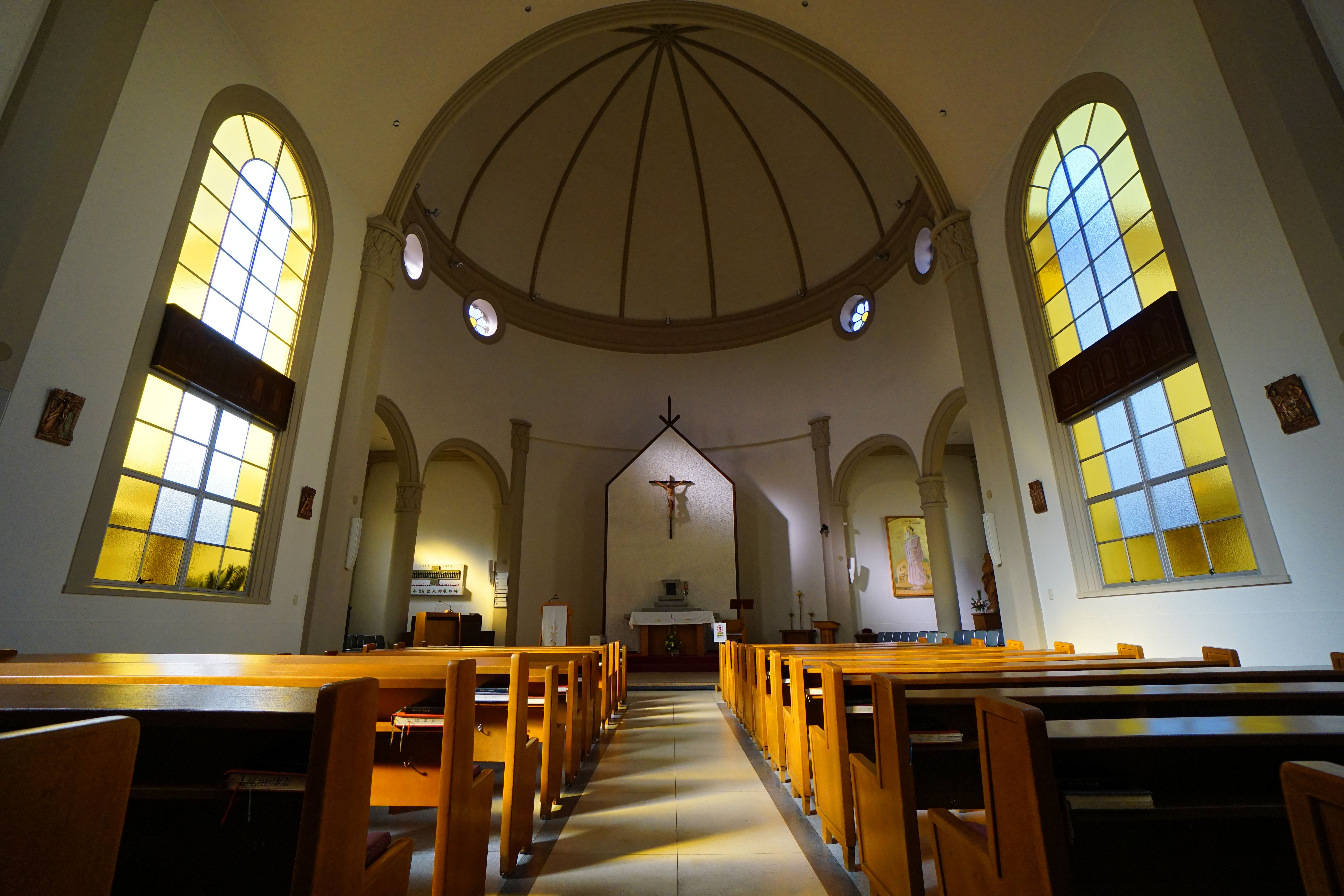
高山右近記念聖堂の内部

カトリック高槻教会（カトリックたかつききょうかい）は、大阪府高槻市にあるキリスト教（カトリック）の教会およびその聖堂である。

## 概要
キリシタン大名・高山右近ゆかりのカトリック教会で、境内の一隅にはバチカン市国の聖クラレチアン宣教会総長から贈呈された高山右近像が置かれ、また高山右近臨終の地であるフィリピン・マニラ郊外アンティポロにある聖母大聖堂を模して建てられた聖堂は高山右近記念聖堂（たかやまうこんきねんせいどう）と命名されている。

## 教会の保護者
- 日本二十六聖人

## 沿革
- 1954年 - 仮聖堂竣工。聖クラレチアン宣教会からデュサン神父・ジャルシ神父赴任
- 1962年 - 新聖堂「高山右近記念聖堂」竣工、献堂式
- 1965年 - ローマ教皇特使パウロ・マレラ枢機卿の出席のもと「高山右近逝去350年祭」開催
- 1969年 - 聖クラレチアン宣教会から大阪教区に移管

## 交通アクセス
- 阪急京都線 高槻市駅 徒歩8分
- JR京都線 高槻駅 徒歩15分

## 周辺
- 日本クラレチアン会本部修道院（隣接）
- マリア・インマクラダ幼稚園（隣接）
- 高槻セミナリヨ跡（現野見神社境内）（隣接）
- 高槻城公園芸術文化劇場（隣接）
- 高山右近高槻天主教会堂跡
- 高槻市立しろあと歴史館
- 高槻城跡、城跡公園、高槻市立歴史民俗資料館